# Quaestio
Quaestio — це рання рухлива морська тварина, яка жила 555 мільйонів років тому у Верхньому Едіакарії. Це найдавніша з відомих тварин, яка має ознаки асиметрії ліво-право. Типовим видом є Q. simpsonorum.

## Відкриття та назва
Викопні рештки Quaestio були виявлені в Південній Австралії в 2024 році членом Ediacara в національному парку Nilpena Ediacara. Також було виявлено щонайменше чотири сліди скам'янілостей, деякі на кілька сантиметрів позаду скам'янілості, а деякі — без присутності такої.
Назва Quaestio походить безпосередньо від латинського слова quaestio, що означає «питання», щодо форми центрального хребта. Видова назва simpsonorum є латинізацією прізвища Ант Сімпсона на честь його внеску в дослідження та збереження викопних матеріалів Едіакарії.

## Опис
Quaestio має майже гладкий круглий край, розбитий V-подібною виїмкою на задньому кінці тварини. У центрі розташований головний хребет, який утворює зворотну форму, схожу на знак питання, з другорядними хребтами, розташованими між основним хребтом і зовнішнім краєм. Quaestio може мати розміри від 3 до 8 см у загальному діаметрі, при цьому головний хребет становить 60 % довжини тіла.